# لوثر ديكسون
لوثر ديكسون (بالإنجليزية: Luther Dixon)‏ هو منتج أسطوانات وكاتب أغاني أمريكي، ولد في 7 أغسطس 1931 في جاكسونفيل في الولايات المتحدة، وتوفي بنفس المكان في 22 أكتوبر 2009.

## وصلات خارجية
- لوثر ديكسون على موقع IMDb (الإنجليزية)
- لوثر ديكسون على موقع ميوزك برينز (الإنجليزية)
- لوثر ديكسون على موقع قاعدة بيانات برودواي على الإنترنت (الإنجليزية)
- لوثر ديكسون على موقع قاعدة بيانات برودواي على الإنترنت (الإنجليزية)
- لوثر ديكسون على موقع أول ميوزيك (الإنجليزية)
- لوثر ديكسون على موقع أول ميوزيك (الإنجليزية)
- لوثر ديكسون على موقع أول ميوزيك (الإنجليزية)
- لوثر ديكسون على موقع ديسكوغز (الإنجليزية)
- لوثر ديكسون على موقع ديسكوغز (الإنجليزية)